# Czech Indoor Open 2002
Il Czech Indoor Open 2002 è stato un torneo di tennis facente parte della categoria ATP Challenger Series nell'ambito dell'ATP Challenger Series 2002. Il torneo si è giocato a Praga in Repubblica Ceca dal 18 al 24 novembre 2002 su campi in sintetico indoor.

## Vincitori

### Singolare
Mario Ančić ha battuto in finale  Jérôme Golmard con il punteggio di 6–1, 6–1

### Doppio
Karol Beck /  Jaroslav Levinský hanno battuto in finale  Aleksandar Kitinov /  Lovro Zovko con il punteggio di 7–5, 6–2